# Georg Paulus Imhoff

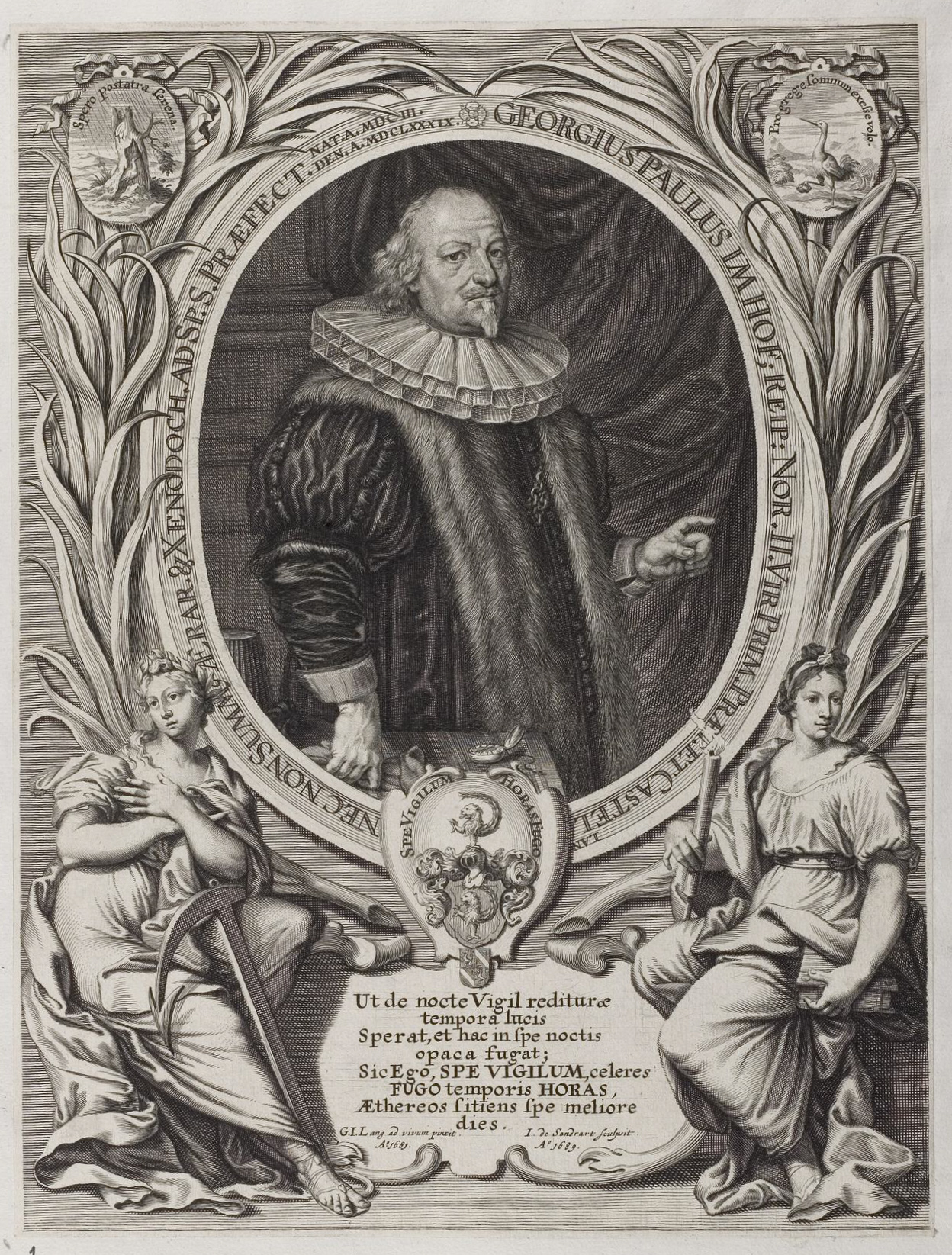
Georg Paulus Imhof, Kupferstich von Jacob von Sandrart

Georg Paulus Imhoff (* 1. Oktober 1603 in Nürnberg; † 16. Februar 1689 ebenda) entstammte der Patrizierfamilie Imhoff in der Reichsstadt Nürnberg.
Als Sohn von Jeremias I. Imhoff (1566–1632) und Catharina (geborene Muffel) übernahm er die Leitung des  Imhoffschen Handelshauses.
1634 wurde Imhoff Ratsmitglied und 1637 junger Bürgermeister. Ab 1675 als Vorderster Losunger und ab 1676 zusätzlich als Reichsschultheiß übernahm er die beiden höchsten Ämter der Reichsstadt Nürnberg.